# リボルドーネ
リボルドーネ（伊: Ribordone）は、イタリア共和国ピエモンテ州トリノ県にある、人口約50人の基礎自治体（コムーネ）。

## 地理

### 位置・広がり

#### 隣接コムーネ
隣接するコムーネは以下の通り。
- ロカーナ
- ロンコ・カナヴェーゼ
- スパローネ